# Mali Budikovac
Koordinati:   43°01′31″N, 16°14′16″E
Mali Budikovac je majhen nenaseljen otoček v Jadranskem morju. Pripada Hrvaški.
Mali Budikovac leži pri otoku Visu med otočkoma Ravnik in Veliki Budikovac. Njegova površina meri 0,026 km². Dolžina obale je 0,62 km.